# Ortsbus Velbert

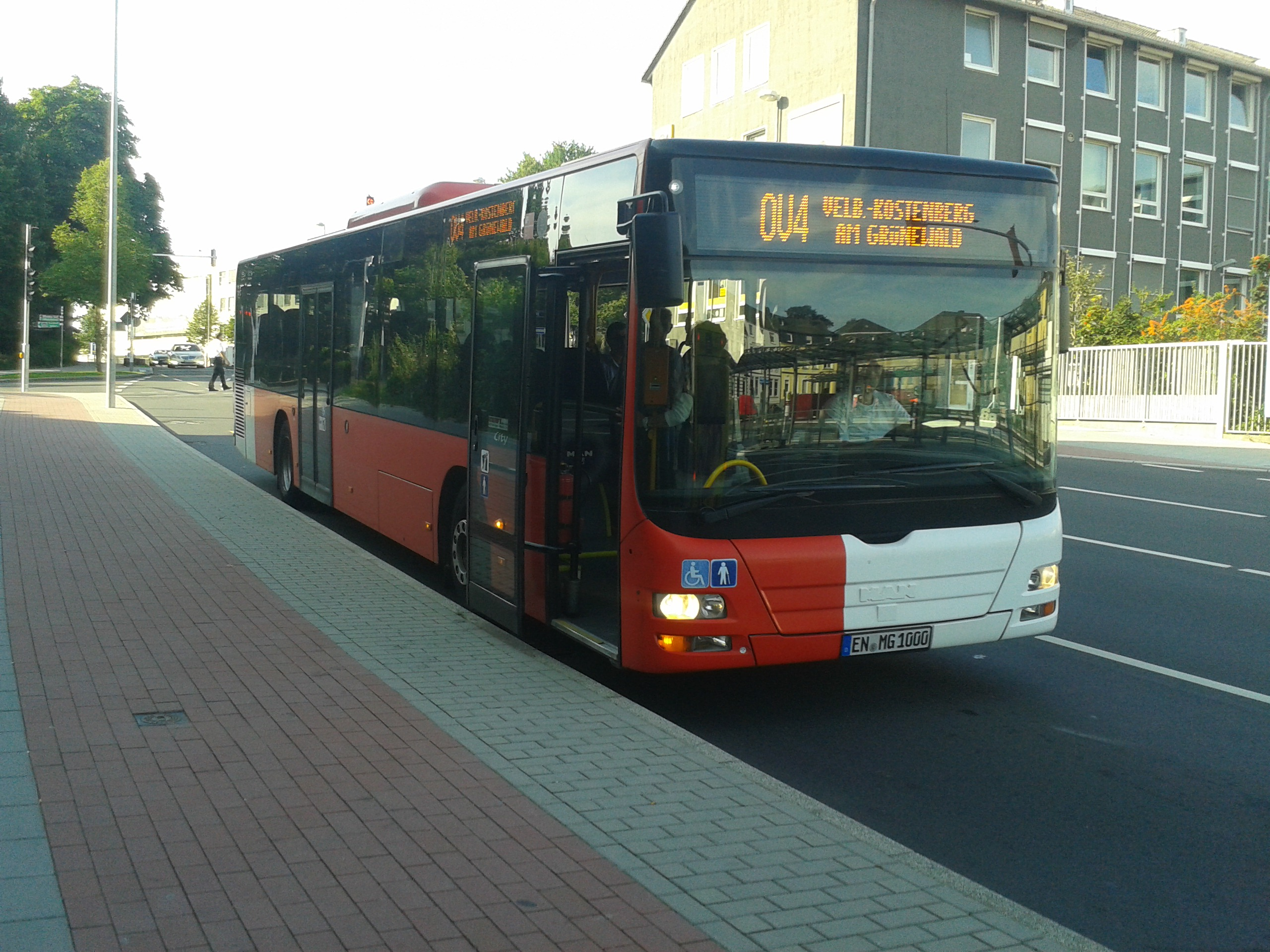
Ein MAN Lion’s City auf der Linie OV4 nach Kostenberg an der ehemaligen Haltestelle Postamt, die sich gegenüber der Fläche befand, auf der sich heute der Zentrale Omnibusbahnhof (ZOB) befindet.

Der Ortsbus Velbert ist ein Stadtbus-System in der nordrhein-westfälischen Stadt Velbert im Kreis Mettmann. Es wird von Busverkehr Rheinland betrieben und besteht aus acht Linien, die alle mit OV, was Ortsbus Velbert bedeutet, beginnen.

## Geschichte
Der Ortsbus Velbert existiert seit 2001 mit seinen OV-Liniennummern. Sein Vorgänger waren die Buslinien 762-769, die teilweise nur innerhalb Velberts verkehrten. Die Linien 764 und 765 verkehrten außerdem nach Heiligenhaus und verbanden die beiden Städte unter großzügiger Berücksichtigung von Randgebieten. Zur Jahrhundertwende wurden im Kreis Mettmann die innerstädtischen Ortsbuslinien eingeführt.

### Netzumstellung durch ZOB Velbert
Mit Eröffnung des Zentralen Omnibusbahnhof Velbert im September 2015 wurde das Liniennetz komplett überarbeitet. Dabei wurde die früher besonders kritisierte Verbindung nach Langenberg auf einen 20-Minuten-Takt umgestellt. Perspektiven wie eine bessere Anbindung des Sportzentrums Velbert-Mitte, aber auch eines 20-Minuten-Takt auf der Linie OV6, um die Anbindung an den Bahnhof und den Stadtbezirk Velbert-Langenberg zu verbessern, wurden realisiert. Die Taktverdichtung der Linie OV6 wurde mit der Inbetriebnahme des ZOBs umgesetzt. Darüber hinaus wird das Liniennetz auch noch weiter überarbeitet. Die Linie OV1 beginnt/endet nun am ZOB und bedient in Richtung Birth die Oststraße. Die OV2 wird im 20-Minuten-Takt weiterhin Nordpark über Velbert-Mitte, Kostenberg, Am Berg, Birth mit dem Nordfriedhof in Losenburg verbinden, jedoch in beiden Richtungen über den ZOB und nicht mehr über die Oststraße. Die Linie OV3 beginnt am ZOB und nicht mehr in Langenhorst und übernimmt den Südteil der Linie OV5 nach Am Grünewald, statt über Am Berg, Birth nach Losenberg Nordfriedhof wie die OV2 zu verkehren. Die Linie OV4 verkehrt in Richtung Norden nicht mehr zum Nordpark, sondern nach Langenhorst. Dafür entfällt die Linie OV5. Die Linien OV7 und OV8 bedienen nun auch das Sportzentrum, während sie früher über die Bahnhofstraße bzw. Langenberger Straße an diesem vorbeigeführt wurden, und die Linie OV8 verkehrt nur noch bis Nierenhof und nicht mehr bis Langenberg.
Nach einer Anpassung Ende 2019 verkehrt die Linie OV8 nicht mehr über das Sportzentrum, sondern über die Friedrich-Ebert-Straße, Bismarckstraße und Talstraße in das Gewerbegebiet Röbbeck.
Seit dem Fahrplanwechsel im Januar 2025 bindet die Linie OV5 erstmals das „Planetenviertel“ an. Der Betrieb ist zunächst auf drei Jahre ausgelegt, um die Akzeptanz prüfen zu können. Eingesetzt wird ein Kleinbus. Mit Einführung der Linie OV5 hat man auch die Linien OV3 und OV4 neu strukturiert. Bei der OV4 entfällt eine Fahrt pro Stunde, sodass hier ein 20/40-Takt entsteht. Zwischen Velbert ZOB und Kostenberg wird die fehlende Verbindung durch den OV5 ersetzt, auf dem Abschnitt Velbert ZOB nach Langenhorst übernimmt die verlängerte OV3 die Leistungen.

## Linien

### Aktuelle Linien
Im Ortsbus Velbert verkehren acht Linien. Von diesen verkehren montags bis freitags vier im 20-Minuten-Takt, eine im 30-Minuten-Takt und die anderen drei im 60-Minuten-Takt. An den Wochenenden verkehren die Busse überwiegend im 30-Minuten-Takt. Ausnahmen bilden jene Linien, die bereits in der Woche im 60-Minuten-Takt verkehren – sie verkehren auch an den Wochenenden in diesen Taktzeiten. Alle acht Linien bedienen den Zentralen Omnibusbahnhof (ZOB) in der Velberter Innenstadt. Sie erschließen das gesamte Stadtgebiet, bis auf den Bezirk Neviges, einschließlich Stadtteil Tönisheide. Dorthin besteht jedoch eine gute Verbindung und Erschließung durch die Linie 649 der WSW mobil bzw. Linie 746 der Rheinbahn. Im Nachtverkehr übernimmt die Linie NE8 (Ruhrbahn/Rheinbahn) die Anbindung der Stadtteile Birth und Losenburg.
Im Folgenden die Linienübersicht. Die gewählten Farben entsprechen der Darstellung im Liniennetzplan 2014.
| Linie | Linienverlauf | Takt      |
| ----- | --- | --------- |
| OV1   | Velbert ZOB (→ Christuskirche) – Parkbad – Birth, Birther Kreisel                                                                              | 20 min    |
| OV2   | Losenburg, Nordfriedhof – Klinikum Niederberg – Birth – Am Berg – Velbert ZOB – Am Nordpark                                                    | 20 min    |
| OV3   | Langenhorst, Hasenpfad – Velbert ZOB – Willy-Brandt-Platz – Technische Betriebe –Kostenberg, Am Grünewald                                      | 60 min    |
| OV4   | Kostenberg, Am Grünewald – Kostenberg – Offerbusch – Velbert ZOB – Langenhorst, Hasenpfad                                                      | 20/40 min |
| OV5   | Velbert ZOB – Offerbusch – Kostenberg – Zur Sonnenblume                                                                                        | 30 min    |
| OV6   | Velbert ZOB – Diakonissenhaus – Langenberg Bahnhof                                                                                             | 20 min    |
| OV7   | Losenburg, Klinikum Niederberg – Velbert ZOB – Sportzentrum – Gewerbegebiet Röbbeck – Frohnberg – Fachklinikum Langenberg – Langenberg Bahnhof | 60 min    |
| OV8   | Velbert ZOB – Moltkeplatz – Gewerbegebiet Röbbeck – Nierenhof S-Bahnhof – Nierenhof Busbahnhof                                                 | 60 min    |

### Ehemalige Linien und Linienwege

#### Netz vor Inbetriebnahme ZOB
Im Ortsbus Velbert verkehrten vor Eröffnung des ZOBs acht Linien. Diese verkehrten bis auf die im 20-Minuten-Takt gefahrene OV1 im Stundentakt und erschlossen das gesamte Stadtgebiet, bis auf den Bezirk Neviges, einschließlich Stadtteil Tönisheide. Dorthin bestand damals jedoch auch schon die gute Verbindung und Erschließung durch die Linien 649 und 746. Alle acht Linien bedienten die zentrale Nahverkehrsachse (Oststraße/Friedrich-Ebert-Straße) in der Velberter Innenstadt und erschlossen damals wie heute überwiegend die Stadtteile des Stadtbezirks Velbert-Mitte. Knotenpunkte waren Velbert-Mitte Postamt, die Vorgänger des ZOBs war, und Velbert Christuskirche, wo alle Ortsbuslinien verkehrten. Aufgrund des Ringverkehrs in Velbert-Mitte wurden diese in nur jeweils einer Richtung angefahren. Die Haltestelle Postamt wurde teilweise in beide Richtungen angefahren.
Im Folgenden eine Liste mit ehemaligen Linienwegen:
| Linie  | Linienverlauf | Betrieb   | Anmerkungen |
| ------ | --- | --------- | --- |
| OV1    | Velbert-Mitte, Willy-Brandt-Platz – Velbert-Mitte Postamt(→)/Christuskirche(←) – Parkbad – Velbert-Birth, Birther Kreisel | 2004–2015 | wurde mit Inbetriebnahme des ZOB um den Ast Postamt–Willy-Brandt-Platz gekürzt |
| OV2    | Velbert-Losenburg, Nordfriedhof – Klinikum Niederberg – Birth – Am Berg – Am Kostenberg – Velbert-Mitte Postamt(→)/Christuskirche(←) – Velbert, Am Nordpark | 2004–2015 | Linie fuhr in Richtung Nordfriedhof über Postamt und in Richtung Am Nordpark über Christuskirche. Darüber hinaus verkehrte sie früher über Am Kostenberg und die Heidestraße statt über die Poststraße, sowie zwischen Klinikum Niederberg und Krehwinkler Höfe über die Paracelsusstraße statt über die Robert-Koch-Straße. |
| OV3alt | Die ehemalige Linie OV3 besaß einen völlig anderen Linienverlauf als die heutige Linie OV3 und hat mit dieser überhaupt nichts zu tun: Velbert-Losenburg, Nordfriedhof – Klinikum Niederberg – Birth – Am Berg – Velbert-Mitte Postamt – Velbert-Langenhorst, Hasenpfad | 2004–2015 | Verkehrte von Langenhorst nach Velbert-Mitte Postamt parallel zur ehemaligen Linie OV5, vom Postamt über die Poststraße direkt nach Velbert, Am Berg und zwischen Velbert, Am Berg und Nordfriedhof parallel zur OV2, wobei sie wie die heutige OV2 in Losenburg über die Robert-Koch-Straße fuhr, während die Linie OV2 damals über die Paracelsusstraße verkehrte. Mit dem Fahrplanwechsel 2015 ging der Abschnitt Langenhorst–Postamt (ZOB) in die seitdem im 20-Minuten-Takt verkehrende Linie OV4 über. |
| OV4    | Velbert-Kostenberg, Am Grünewald – Kostenberg – Velbert-Mitte Postamt(→)/Christuskirche(←) – Velbert, Am Nordpark | 2004–2015 | Linie fuhr in Richtung Am Grünewald über Postamt und in Richtung Am Nordpark über Christuskirche. Der Abschnitt Velbert-Mitte–Nordpark entfiel zugunsten des neuen 20-Minuten-Takts der OV2. Dafür übernahm die OV4 die Strecke nach Langenhorst. |
| OV5    | Velbert-Kostenberg, Am Grünewald – Willy-Brandt-Platz – Velbert-Mitte Postamt(→)/Christuskirche(←) – Velbert-Langenhorst, Hasenpfad | 2004–2015 | Die Linie OV5 entfiel zum Fahrplanwechsel 2015. Den Nordast Velbert-Mitte–Langenhorst übernahm die Linie OV4, den Südast Velbert-Mitte–Willy-Brandt-Platz–Am Grünewald eine neue Linie OV3. |
| OV6    | Velbert-Losenburg, Klinikum Niederberg – Velbert-Mitte Postamt – Diakonissenhaus – Velbert-Langenberg Bf. | 2004–2015 | Die Linien OV6, 7 und 8 benötigten unterschiedliche Fahrzeiten zwischen Velbert-Postamt und Velbert-Langenberg Bf. Diese betrugen 21 (Linie OV6), 34 (Linie OV7) oder 45 (Linie OV8) Minuten. Am Bahnhof Langenberg hatten sie Anschluss an die Linie S9 der S-Bahn Rhein-Ruhr (Haltern am See – Gladbeck West – Bottrop – Essen – Velbert-Langenberg – Wuppertal). Die OV6 besaß dabei die Anschlüsse an die S9 von und in Richtung Haltern am See, während die Linien OV7 und OV8 nur Anschlüsse an die S9 von und in Richtung Bottrop besaßen. Mit Fahrplanwechsel 2015 erhielt die OV6 den 20-Minuten-Takt und gab den Ast zum Klinikum an die OV7 ab. Die OV8 wurde zugunsten des 20-Minuten-Taktes der OV6 und zur Vermeidung von Parallelverkehren mit der Linie 637 zwischen Nierenhof und Langenberg bis Nierenhof verkürzt. |
| OV7    | Velbert-Mitte Postamt – Gewerbegebiet Röbbeck – Frohnberg – Fachklinikum Langenberg – Velbert-Langenberg Bf. | 2004–2015 | Die Linien OV6, 7 und 8 benötigten unterschiedliche Fahrzeiten zwischen Velbert-Postamt und Velbert-Langenberg Bf. Diese betrugen 21 (Linie OV6), 34 (Linie OV7) oder 45 (Linie OV8) Minuten. Am Bahnhof Langenberg hatten sie Anschluss an die Linie S9 der S-Bahn Rhein-Ruhr (Haltern am See – Gladbeck West – Bottrop – Essen – Velbert-Langenberg – Wuppertal). Die OV6 besaß dabei die Anschlüsse an die S9 von und in Richtung Haltern am See, während die Linien OV7 und OV8 nur Anschlüsse an die S9 von und in Richtung Bottrop besaßen. Mit Fahrplanwechsel 2015 erhielt die OV6 den 20-Minuten-Takt und gab den Ast zum Klinikum an die OV7 ab. Die OV8 wurde zugunsten des 20-Minuten-Taktes der OV6 und zur Vermeidung von Parallelverkehren mit der Linie 637 zwischen Nierenhof und Langenberg bis Nierenhof verkürzt. |
| OV8    | Velbert-Mitte Postamt – Gewerbegebiet Röbbeck – Velbert-Nierenhof Bf./Busbahnhof – Frohnberg – Fachklinikum Langenberg – Velbert-Langenberg Bf. | 2004–2015 | Die Linien OV6, 7 und 8 benötigten unterschiedliche Fahrzeiten zwischen Velbert-Postamt und Velbert-Langenberg Bf. Diese betrugen 21 (Linie OV6), 34 (Linie OV7) oder 45 (Linie OV8) Minuten. Am Bahnhof Langenberg hatten sie Anschluss an die Linie S9 der S-Bahn Rhein-Ruhr (Haltern am See – Gladbeck West – Bottrop – Essen – Velbert-Langenberg – Wuppertal). Die OV6 besaß dabei die Anschlüsse an die S9 von und in Richtung Haltern am See, während die Linien OV7 und OV8 nur Anschlüsse an die S9 von und in Richtung Bottrop besaßen. Mit Fahrplanwechsel 2015 erhielt die OV6 den 20-Minuten-Takt und gab den Ast zum Klinikum an die OV7 ab. Die OV8 wurde zugunsten des 20-Minuten-Taktes der OV6 und zur Vermeidung von Parallelverkehren mit der Linie 637 zwischen Nierenhof und Langenberg bis Nierenhof verkürzt. |
| OV9    | Velbert-Losenburg, Klinikum Niederberg – Velbert-Mitte Postamt(→)/Christuskirche(←) – Velbert-Mitte, Willy-Brandt-Platz – Alte Gießerei | 2004–2008 | Die Linie OV9 entfiel zum Fahrplanwechsel 2008. Sie wurde als ein Nachfolger der regionalen Buslinie 762 im Jahre 2004 in Betrieb genommen und bediente den Abschnitt Klinikum – Alte Gießerei. Sie wurde 2008 im Zuge einer Netzumgestaltung eingestellt. Den Abschnitt Klinikum – Velbert-Mitte bediente seitdem die Linie OV6, die zuvor nur vom Postamt beginnend nach Langenberg Bahnhof verkehrte. |

#### Taxibus
| Linie | Linienverlauf                                                                                     | Betrieb      |
| ----- | ------------------------------------------------------------------------------------------------- | ------------ |
| T1    | Velbert-Nordpark, Moltkeplatz (OV2-5) – Velbert-Bernsmühle Taxibus verkehrt nur nach Voranmeldung | seit 2011/12 |

Vom Fahrplanwechsel 2011/2012 bis zum Fahrplanwechsel 2015 wurde der Ortsbus durch eine Taxibuslinie T1 ergänzt. Diese Taxibuslinie war das Velberter Reststück der Buslinie 171, die Velbert und Essen-Kupferdreh verband. Aufgrund zu geringer Auslastung hat die Essener Verkehrs-AG diese Linie eingestellt. Die Stadt Velbert konnte ihren Ast dieser Linie erhalten, indem sie ihn auf eine flexible Bedienungsform umstellte. Seitdem verkehrte ein Taxibus von der Bernsmühle an der Stadtgrenze zu Essen zum Moltkeplatz. Dort besaß er Anschluss zu den anderen Linien des Ortsbus Velbert. Er verkehrte nur nach Voranmeldung, mindestens eine halbe Stunde vor Fahrtantritt. Das Taxibus-Angebot wurde 2015 eingestellt.